# Holly Knight
Holly Knight, pseudonimo di Holly Erlanger (New York, 1956) è una compositrice, paroliera, cantante e produttrice discografica statunitense, nota soprattutto come autrice di brani pop rock degli anni ottanta e novanta.

## Biografia
Holly Knight nasce a New York e sin da piccola si dedica allo studio del pianoforte classico , ma ben presto, attratta anche dai movimenti musicali cittadini dell'epoca , si appassiona alle sonorità Pop rock.
Nel 1977 co-fonda la band " Siren " con la quale Holly , alle tastiere , si esibisce nei club di New York .
Per evitare un caso di omonimia la band muta il proprio nome in Spider , anche in omaggio alla band The Spiders from Mars che negli anni precedenti suonava con David Bowie, e a quel punto viene notata da Bill Aucoin , un discografico allora molto noto anche per essere il manager dei Kiss .
Dopo i primi 2 dischi , l'omonimo "Spider" del 1980 e il successivo "Between the lines" uscito nel 1981, contrasti interni alla band durante una tournée di supporto ad Alice Cooper portano all'allontanamento di Holly che prosegue la propria attività di collaborazione con artisti della scena statunitense, in particolare con il produttore/autore Mike Chapman.
Nel 1986 con il cantante Paul Engemann e il chitarrista Gene Black fonda la band pop rock " Device " che realizza un solo album prima di sciogliersi.
Dopo un disco da solista nel 1988 , Holly Knight torna alle collaborazioni musicali in vari campi (colonne sonore di film , spettacoli televisivi, dischi pop, rock e jazz) che la consacreranno tra i compositori musicali più noti e influenti degli ultimi anni, tanto da essere inserita nel 2013 nella Songswriters Hall of fame.

## Discografia

### Da solista
- 1988 – Holly Knight

### Con i Device
- 1986 – 22B3

### Con gli Spider
- 1980 - Spider
- 1981 - Between the lines

## Canzoni composte
- Ace Frehley - Hide Your Heart
- Aerosmith - Rag Doll (with Steven Tyler, Joe Perry, and Jim Vallance)
- Angel (TV series) - Theme Music
- Animotion - Obsession (with Michael Des Barres); I Engineer (with Bernie Taupin)
- Jimmy Barnes - Between Two Fires
- Pat Benatar - Love Is a Battlefield; Invincible; Sometimes the Good Guys Finish First; Girl
- Bon Jovi - Stick to Your Guns
- Bonnie Tyler - Hide Your Heart; The Best; Where Were You
- Cheap Trick - Space
- Shawn Colvin - Hold On to the Good Things
- Device - Hanging on a Heart Attack; Who Says
- Divinyls - Pleasure and Pain
- Fefe Dobson - Get Over Me
- The Donnas - Wasted, Here for the Party
- Eighth Wonder - When the Phone Stops Ringing
- Elvira - Here Comes the Bride (of Frankenstein); Haunted House
- Agnetha Fältskog (ABBA) - Wrap Your Arms Around Me
- Lita Ford - Stiletto
- Lou Gramm - Just Between You and Me
- Hall & Oates - Soul Love
- Lisa Hartman - New Romance (It's a Mystery)
- Heart - Never, All Eyes, There's the Girl, Tall, Dark, Handsome Stranger, I Love You
- Grayson Hugh, Thelma and Louise soundtrack - Can't Untie You From Me; Don't Look Back; Road To Freedom
- Chaka Khan - Baby Me
- Kidd Video - When the Phone Stops Ringing
- Kids Incorporated - Change
- KISS - Hide Your Heart; I Pledge Allegiance to the State of Rock & Roll; Raise Your Glasses; Shandi
- Holly Knight - Heart Don't Fail Me Now (featuring Daryl Hall); Howling at the Moon; Love Is a Battlefield
- Less Than Jake - Overrated (Everything Is)
- Marilyn Martin - Turn It On
- Christopher Max - I Burn for You
- Suzie McNeil - Help Me Out
- Meat Loaf - Monstro; Alive
- Leigh Nash - Angel Tonight
- Hawk Nelson - Not The Same
- Aaron Neville - Try a Little Harder
- Ozzy Osbourne - Slow Burn
- OTEP - Perfectly Flawed, UR A WMN NOW
- Suzi Quatro - Fear of the Unknown
- Riff - My Heart Is Failing
- Scandal featuring Patty Smyth - The Warrior; Hands Tied
- Charlie Sexton - Space
- Spider - New Romance (It's a Mystery); Change
- Dusty Springfield - Time Waits for No One
- Paul Stanley - It's Not Me
- Rod Stewart - Love Touch
- Still Standing (TV Series) - Still Standing
- Rachel Sweet - Little Darlin'
- Tina Turner - Better Be Good to Me; One of the Living; The Best; You Can't Stop Me Loving You; Be Tender With Me Baby; Ask Me How I Feel; Love Thing; In Your Wildest Dreams; Do Something
- John Waite - Change
- Kim Wilde - Turn It On
- Suzi Quatro - Whatever Love Is